# Juri Issajewitsch Jankelewitsch
Juri Issajewitsch Jankelewitsch (russisch Юрий Исаевич Янкелевич, wiss. Transliteration Jurij Isaevič Jankelevič; * 7. März 1909 in Basel, Schweiz; † 22. September 1973 in Moskau, Sowjetunion) war einer der wichtigsten Violinlehrer in der Geschichte des Moskauer Konservatoriums, durch dessen Schule Generationen von hervorragenden Geigern gegangen sind.

## Leben und Karriere
Jankelewitschs Vater war ein  Anwalt und einer der Gründer der Philharmonischen Gesellschaft in Omsk. Er selbst studierte bei Lehrern, die noch bei Leopold Auer ausgebildet worden waren, zunächst in Omsk bei Anissim Berlin, dem Großvater Natalia Gutmans. 1923 wechselte er ans damals Petrograder Konservatorium zu Owanes Arakelowitsch (Ioannes Romanowitsch) Nalbandjan, machte seinen Abschluss 1932 am Moskauer Konservatorium bei Abram Iljitsch Jampolski und promovierte 1937. Alexander Glasunow kommentierte Jankelewitschs Graduation mit den Worten: „Eine Karriere als Violinvirtuose ist zweifellos seine Berufung.“
Von 1930 bis 1937 war Jankelewitsch Vize-Konzertmeister des Moskauer Philharmonischen Orchesters und begann 1934 zugleich eine Lehrtätigkeit zunächst an der Zentralen Musikschule Moskau, dann am Moskauer Konservatorium, an dem er selbst seine Studien beendet hatte. Er lehrte dort als Jampolskis Assistent und später als Leiter des Violin-Fachbereichs. Zudem verfasste er mehrere wissenschaftliche Publikationen zur Theorie des Geigenspiels.

## Bekannte Schüler
| - Wiktor Wiktorowitsch Tretjakow - Ruben Aharonyan - Yakov Boroditsky - Felix Andrievsky - Ilya Grubert - Ilya Kaler - Grigori Zhislin - Pawel Kogan - Mikhail Kopelman | - Lin Yao Ji - Boris Belkin - Vladimir Landsman - Lev Markiz - Albert Markov - Nelli Shkolnikova - Vladimir Spivakov - Levon Ambartsumian - Eva Graubin | - Arkadi Futer - Boris Kuniev - Dora Schwarzberg - Taras Gabora - Tatjana Grindenko - Boris Garlitsky - Alexandre Brussilovsky - Mikhaïl Bezverkhny - Vesna Stefanovich-Gruppman |